# ベニイグチ
ベニイグチ（紅猪口、学名: Heimioporus japonicus）はイグチ科ベニイグチ属の大形のキノコ。傘は深赤色、柄も同色で網目があり、林内ではよく目立つ。食毒性については、まだよくわかっていないため注意を要する。

## 分布と生育環境
日本の本州、四国、九州および中国、シンガポール、オーストラリアなどに分布する。日本産のベニイグチ属のキノコでは本種のみが知られる。
菌根菌（外生菌根性）。子実体は夏から秋にかけて、シイ・カシの林、コナラ、クヌギに、アカマツなどが混じった雑木林や針葉樹林の地上に群生または単生で発生する。

## 特徴
傘の表面と柄がともに紅色になるのが特徴。傘ははじめ半球形で、のちに丸山形から平たいまんじゅう形に開き、径は3 - 10センチメートル (cm) になる。傘の上面は平滑であるがビロード状で、深赤色またはくすんだ赤色をしている。傘が開くと、縁が非常に狭く白黄色に縁取られる。傘の肉は、淡黄色を帯び、肉厚である。傘の下面のヒダにあたる部分は、管孔状で黄色く、成熟するとオリーブ色になり、傷をつけると傘肉ともに変色しないか、わずかに青変性を示す。管孔部は柄に直生、上生、または離生する。
柄は中実、長さは6 - 13 cm、径7 - 12ミリメートル (mm) で、根元は膨らむ。柄の表面は微粒に覆われ、傘とほぼ同色で、紫色を帯びた赤色の地肌に、隆起した縦長の網目模様がある。担子胞子は楕円形で、外壁に埋没した網目模様があり、非アミロイド性、大きさは9.5 - 15 × 7 - 8マイクロメートル (μm) 。
盛夏の頃に、極めて高い確率でアワタケヤドリタケ（ヒポミケス菌の1種）に侵されて、異常な形になることがある。
名前の似ているキノコにアシベニイグチ（Boletus calopus）があるが、ベニイグチと同様に柄が紅色であるものの、傘の表面はオリーブ色で巨大なキノコになる。